# Pierre Chouard
Pierre Chouard (* 29. Oktober 1903 in Paris; † 11. Dezember 1983 ebenda) war ein französischer Botaniker (Pflanzenphysiologie).
Sein botanisches Autorenkürzel lautet „Chouard“.
Chouard studierte an der École Normale Superieure. 1927 erhielt er seine Agrégation in Naturwissenschaften. 1932 wurde er Professor an der École nationale supérieure d´Horticulture in Versailles, was er bis 1935 blieb, und 1938 bis 1953 war er Professor für Landwirtschaft am Conservatoire national des Arts et Métiers. 1953 wurde er Professor für Pflanzenphysiologie an der Sorbonne (Emeritierung 1975). Er gründete nach dem Vorbild eines Instituts in Pasadena das Phytotron in Gif-sur-Yvette, in dem Pflanzen unter kontrollierten Umweltbedingungen studiert werden, und war dessen Direktor. Aus Kostengründen wurde es nach 20 Jahren eingestellt. Er war Forschungsdirektor des CNRS.
Er befasste sich vor allem mit Pflanzenblüte und Wachstumshormonen.
1949/50 war er Präsident der Société botanique de France und er war Mitglied der Académie d’agriculture de France und 1978 deren Präsident. 1962 war er wesentlich an der Gründung des Nationalparks in den Pyrenäen mit seinem Freund Henri Gaussen beteiligt und befasste sich mit der Flora der Pyrenäen.
1955 war er Gründungsmitglied und 1957 bis 1959 Präsident der Société française de physiologie végétale. 1980 wurde er als assoziiertes Mitglied in die Académie royale des Sciences, des Lettres et des Beaux-Arts de Belgique aufgenommen.
Er war 1955 bis 1969 Präsident der laienkatholischen Organisation  Société de Saint-Vincent-de-Paul.

## Schriften
- Aide-mémoire de biologie générale et de biologie végétale 1937
- Les idées modernes sur le mécanisme de la photosynthèse 1941
- Nutrition de la plante et nutrition du sol  1943
- La Conservation familiale des fruits, des légumes et des autres denrées alimentaires. Paris, La Maison rustique 1944
- Pourquoi fleurissent les plantes, Palais de la Découverte, 1949
- Cultures sans sol, Maison Rustique, 1954
- Le jardin familial : Légumes, fleurs, fruits, petits élevages. Paris, La Maison rustique 1954
- Le bon jardinier 1964